# ORF Sat
ORF Sat war ein digitaler Sender des Österreichischen Rundfunks, welcher im Zeitraum von 1997 bis 2000 sein Programm ausstrahlte. Außerhalb Österreichs wurde der Sender oft nur ORF genannt, was dem im Programm eingeblendeten Logo entsprach und da im Ausland nur dieser einzige ORF-Sender empfangbar war. Manchmal wurde er auch als ORF Sat-Version bezeichnet. Dieses Fernsehangebot wurde zum öffentlich-rechtlichen Fernsehen gezählt.

## Der Sender
Da der ORF für Fremdproduktionen nur die Senderechte für Österreich erwirbt, wurden und werden die Sender ORF 1 und ORF 2 über DVB-S nur verschlüsselt ausgestrahlt. Die erforderliche Hardware zum Dekodieren ist nur innerhalb Österreichs verfügbar. Um Interessierten im Ausland dennoch die Möglichkeit zu bieten, ORF-eigene Produktionen zu empfangen, wurden diese über ORF Sat unverschlüsselt gesendet. Der Sender des ORF wurde über Satellit im Rahmen von ZDFvision, dem digitalen Fernsehprogrammbouquet des ZDF, ausgestrahlt und damit auch in die deutschen Kabelnetze eingespeist. Es existierte aber auch noch eine verschlüsselte Ausstrahlung auf dem ORF-Transponder, die wahrscheinlich als Zuführung des Signals zum ZDF diente. Nachdem der Sender vorwiegend aus urheberrechtlichen und finanziellen Gründen im Jahr 2000 eingestellt worden war, übernahm CNBC Europe den freien Sendeplatz innerhalb des ZDF-Programmbouquets.
Die Aufgabe der Versorgung des Auslands übernimmt heute das 2004 gestartete und quasi als Nachfolger von ORF Sat fungierende ORF 2 Europe.

### Programm
Ausgestrahlt wurde im Wesentlichen das Programm von ORF 2, welches bei Nichtverfügbarkeit von Sendungen aufgrund der Rechtesituation durch TW1, dem ehemaligen Tourismus- und Wetterkanal des ORF, ersetzt wurde.

## Empfang
Der ehemalige Sender konnte digital über ASTRA empfangen werden.
- Satellit: Astra 19,2° Ost
- Transponder: 77
- Downlink-Frequenz: 11,953 GHz
- Symbolrate (MS/s): 27500
- Fehlerschutzrate (FEC): 3/4
- Polarisation: Horizontal